# Jürgen Friedenberg
Jürgen Friedenberg (* 1934 in Łódź; † 2. September 2012 in Mainz) war ein deutscher Journalist und Buchautor.

## Leben
Friedenberg ist in Berlin aufgewachsen und war seit seinem 16. Lebensjahr journalistisch tätig. Er studierte Volkswirtschaftslehre (Dipl.-Volkswirt).
Er arbeitete beim Tagesspiegel in Berlin, später bei den VDI-Nachrichten in Düsseldorf und von 1966 bis 1998 bei der Allgemeinen Zeitung Mainz der Verlagsgruppe Rhein Main, wo er zuletzt die Position des stellvertretenden Chefredakteurs innehatte.
Dort lebte er mit seinem Mann, betätigte sich als Journalist und schrieb Prosa und Lyrik. Sein Coming-out hatte der damalige Familienvater erst 1986, mit 52 Jahren. 2002 veröffentlichte er „Männerliebe pur. Erotische Gedichte“, in denen auch das Gebetbuch eines schwulen Mannes mit einigen Stoßgebeten als Protest gegen die Verurteilung der staatlichen Anerkennung eingetragener Partnerschaften durch die Kirche enthalten ist. 2006 veröffentlichte er den Journalistenroman „Nach Redaktionsschluss“, der einen autobiographischen Hintergrund hat. Zusätzlich beteiligte er sich an mehreren Anthologien und schrieb gelegentlich gesellschaftskritische Kommentare. Seit 2001 beteiligte er sich immer wieder auch mit eigenen Werken am Literaturabend, einer seit 1996 bestehenden und seit März 2000 monatlich in Mainz und in Wiesbaden stattfindenden Zusammenkunft schwuler Literaturliebhaber. In seinem Artikel Verliebt, verlobt, verheiratet – und ein bisschen verwegen berichtete er über die Hochzeit eines Mädchens aus Ost-Berlin und eines Studenten aus West-Berlin, welche für den 14. August 1961 geplant war und durch den Beginn des Baus der Berliner Mauer zu scheitern drohte. Er wurde dafür mit dem 2. Platz des undotierten Schreibwettbewerbs Zeitzeugenpreis Berlin-Brandenburg 2007/2008 ausgezeichnet.
Im Jahre 1997 war er Mitbegründer der Streetmillboys, der schwulen Wandergruppe aus Wiesbaden. Friedenberg war engagiertes Mitglied des Bundes Lesbischer und Schwuler JournalistInnen (BLSJ) und des Deutschen Journalisten-Verbandes (DJV), der ihm 2007 die goldene DJV-Ehrennadel für 50 Jahre Mitgliedschaft und Engagement im DJV verlieh. Jürgen Friedenberg verstarb am 2. September 2012 in Mainz.

## Werke
- Mit Ewald Weitz (Red.): Interbau Berlin 1957. Internationale Bauausstellung im Berliner Hansaviertel, 6. Juli bis 29. September. Internationale Bauausstellung Berlin, Berlin 1957 (amtlicher Katalog)
- Männerliebe pur. Erotische Gedichte, Frieling Verlag, Berlin 2002, ISBN 3-8280-1692-8
- Nach Redaktionsschluss, Roman, Frieling & Huffmann, Berlin 2006, ISBN 3-8280-2376-2
- Des Müllers Lust, Roman, Medu-Verlag, Dreieich 2008, ISBN 978-3-941955-45-5